# Pseudocercospora arecacearum
Pseudocercospora arecacearum är en svampart som beskrevs av U. Braun & C.F. Hill 2006. Pseudocercospora arecacearum ingår i släktet Pseudocercospora och familjen Mycosphaerellaceae.   Inga underarter finns listade i Catalogue of Life.